# 1/48スケール

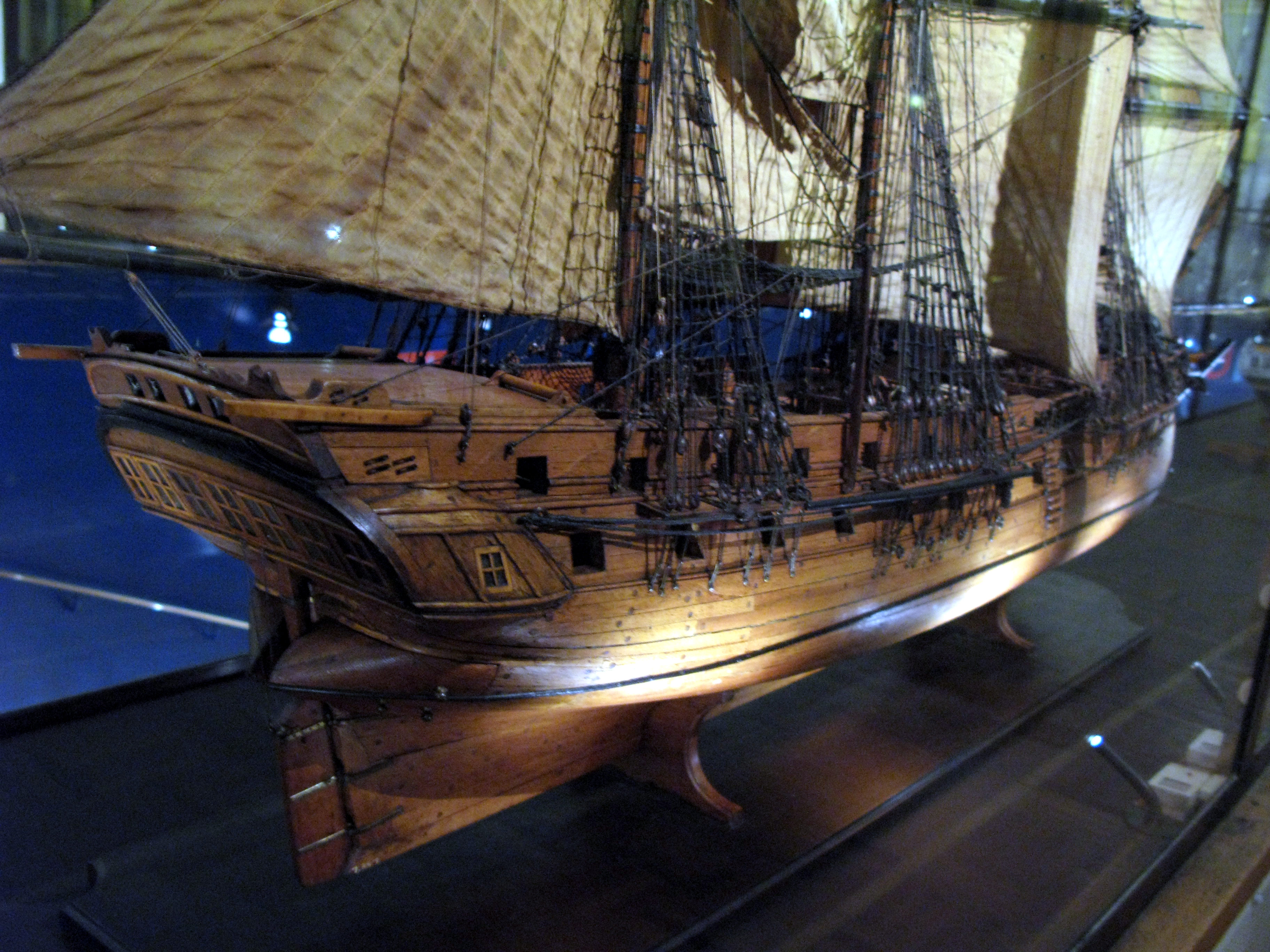
1/48スケールの帆船模型

1/48スケールは、スケールモデルで用いられる国際標準スケールの1つである。航空機などの模型や鉄道模型の縮尺として広く使用されている。

## 概要
1/48スケールは、1フィートを1/4インチに縮小する縮尺であり、1/4インチ（1/4"）スケール、あるいはクォーター・インチ・スケールとも呼ばれる。ヤード・ポンド法を使用する国、特にアメリカでよく用いられるが、スケールモデルの分野では国際標準スケールとされている。模型の長さを48倍したものが実物の長さとなる。
1/48スケールはダイキャスト製などの完成品模型と、プラモデルなどの組み立て式模型の両方で用いられ、主に鉄道模型（アメリカ型Oゲージ）や、航空機などの模型で使用される。また、レゴのマニアにはミニフィグのスケール（人形の高さ1.5インチと人間の身長約6フィートとの比）として知られている。
ダイキャスト製ミニカーの主要スケールである1/43や1/50とスケールが近いため、それらの模型と組み合わされることもある。
2003年よりタミヤは従来の1/35スケールに加えて、1/48スケールのミリタリーモデルの生産を始めた。競争の激しい1/35から新しい市場への「転進」とも見られている。

## 鉄道模型

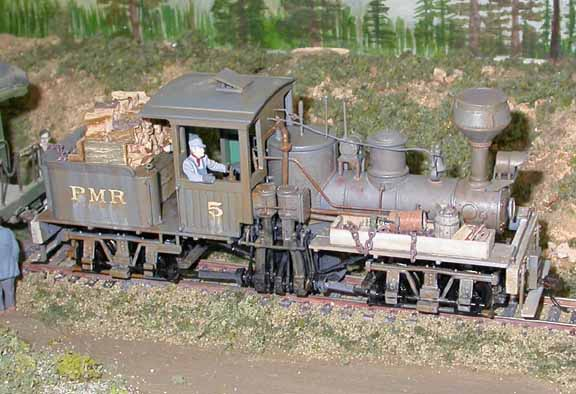
1/48スケールの機関車模型

鉄道模型のOゲージの縮尺は国やメーカー・団体などによって異なるが、アメリカでは1/48スケールが主流となっている。

## プラモデル

### 航空機
航空機のプラモデルでは、主に1/72と1/48が国際標準スケールとして使用されており、1/48スケールでも爆撃機から小型機まで多くの製品が作られている。かつてはアメリカ以外ではコレクション性の高い1/72が主流だったが、1990年代以降は大型でより精密な工作が可能な1/48スケールに世界的に主流が移りつつある。また、1960年代までは日本、フランス、イタリアなどのメートル法使用国のメーカーでは、近似スケールの1/50も使用されていたが、1970年代より順次1/48に切り替えられた。その際、日本の一部メーカーでは、1/50で作られた旧製品のスケール表示を1/48に変更している。
アメリカでは、1930年代には既にホークなどのメーカーから1/48スケールの木製の組み立てキット（ソリッドモデル）が発売されていた。第二次世界大戦後に発売された初期のアメリカ製のプラモデルは、スケールの統一されていない箱スケールのものが多かったが、1950年代の後半頃から、オーロラ、モノグラム、ホーク、リンドバーグなどのメーカーが航空機プラモデルの主要スケールとして1/48を採用し、多くの製品を発売した。
プラモデルの発祥の地と言えるイギリスでは1/72スケールが主流であり、1930年代に活動を始めたフロッグ、1950年代に活動を始めたエアフィックス、1970年代に活動を始めたマッチボックスなどイギリスのメーカーは、いずれも航空機プラモデルの主要スケールとして1/72を採用していた。エアフィックスが初めて1/48スケールの航空機を発売したのは1970年代の後半で、しばらくは種類も少なかったが、1990年代以降は製品数が増加する傾向にある。
日本では1970年以降、タミヤ、大滝、フジミ、ニチモなどが1/48スケールの航空機キットを発売している。それに対しエルエスや航空機プラモデル最大手のハセガワは、その後も1/72を中心とし1/48スケールの航空機キットは発売していなかったが、ハセガワは1980年に最初の1/48スケールキットを発売した後、徐々に1/48スケールの比率を上げており、2000年代以降は新製品の数では1/48スケールが1/72スケールを上回っている。

### 軍用車両
戦車・軍用車両・兵士等のミリタリーモデルは、1/35スケールと1/72クラスが主であり、1/48スケールは主要スケールとなっていない。特に欧米ではオーロラが1950年代から60年代にかけて発売した十数点のキットがほぼ唯一と言ってよい状態が長く続いていた。
日本では、1960年代から1970年代にかけて、1/48クラスの戦車は多数発売されている。スケールの明記されていないもの、1/50表記のもの、1/48表記のものと様々であったが、そのほとんどはモーターやゼンマイで走行させることを主目的としたもので、足回りは共通で車体上部のみを作り分けているようなものもあり、スケールモデルとは言いがたいものが多かった。1/35スケールのキットを増やしつつあったタミヤも1970年から1971年にかけて1/48スケールの戦車8点を発売している。これらも走行を重視したものであったが、74式戦車やカノン戦車などは仕様を変えながら生産が続けられ、2011年現在でも組み立て塗装済みの走行モデルとして販売されている。
1972年にバンダイが発売を開始した機甲師団シリーズは、走行を廃したスケールモデル仕様で車体内部まである程度再現され、1975年頃までに第二次世界大戦時のドイツ軍車両を中心に40点以上が、ジオラマ用アクセサリーや兵士セットなどと共に製品化された。しかし、同時期にはタミヤを中心とした1/35スケールと、フジミ、日東、ハセガワなどによる1/72ないし1/76スケールのミリタリーモデルも多数発売されており、それらの中間のサイズであった本シリーズはモデラーの十分な支持を得られず、同スケールで追随するメーカーも無かったため、1970年代後半に開発は打ち切られた。
1980年代以降、このスケールは再び走行モデルが中心となり、めぼしい新製品は発売されていなかったが、1992年に湾岸戦争で知名度の上がったパトリオットミサイルとスカッドのキットをアリイが発売した。この製品は基本的には新金型によるものであったが、パトリオットの牽引車に既存の製品を流用するなど、必ずしも正確なものではなかった。また、1996年からはアオシマが90式戦車、87式自走高射機関砲、89式装甲戦闘車などを発売している。これらも走行モデルではあったが、完全新金型で比較的正確に作られていた。
1980年代から2000年代初めにかけては、韓国や中国のメーカーからも1/48クラスの戦車キットが発売されているが、その多くはモーターによる走行が可能で、日本製キットを参考に作られたものも少なくなかった。またアカデミー科学や中国のFUMANは、バンダイ製の機甲師団シリーズの金型を使用して現地で生産・発売を行っている。
2003年よりタミヤは1/48 ミリタリーミニチュアシリーズの販売を開始した。当初は航空機モデルと組み合わせが可能な車両が製品化されたが、2004年12月発売のタイガーI型から本格的に装甲戦闘車両の製品化が行われた。開発は急ピッチで行われ、2006年末までに40点がラインナップされた。その後開発速度は徐々に低下したが、2011年末の時点で70点が製品化されている。内容はドイツを中心とした第二次大戦時の車両と兵士が主で、1/35のミリタリーミニチュアシリーズでは未発売の車種も含まれる。タミヤの動きに刺激されてイタレリや中国のホビーボスなども1/48のミリタリーモデルに参入したが、大きな動きとはなっていない。

### キャラクターモデル
1/48スケールではキャラクターモデルも多数発売されている。ガンダム関連ではメガサイズモデルなど少数が発売されているだけであるが、太陽の牙ダグラム、装甲騎兵ボトムズ、聖戦士ダンバイン、超時空世紀オーガスなど幾つかの作品では1/48を主要スケールの1つとして製品展開が行われている。また、2010年にはハセガワが1/48スケールのVF-1 バルキリーを発売し、話題となった。2023年にはPLUMから5inch Mechanismの一つとしてパワードールのパワーローダーが1/48スケールで発売。2024年にはグッドスマイルカンパニーのMODEROIDからティタノマキアが1/48スケールで発売。